# Bitwa pod Rząbcem
Bitwa pod Rząbcem – bitwa partyzancka stoczona 8 września 1944 w lesie pod Rząbcem między oddziałami Narodowych Sił Zbrojnych a oddziałem Armii Ludowej i grupą radzieckich skoczków spadochronowych. Po krótkiej potyczce siły podziemia narodowego dokonały masakry jeńców z ugrupowań komunistycznych.

## Przebieg zdarzeń
Oddział partyzancki im. Bartosza Głowackiego pod dowództwem kpt. Tadeusza Grochala ps. „Tadek Biały” wraz z oddziałem radzieckim mjr. Iwana Karawajewa ps. „Iwan Iwanowicz”, liczące łącznie 200 ludzi, zgodnie z poleceniem Dowódcy Obwodu, podążały w lasy kieleckie na koncentrację sił AL. 7 września 1944 r. wieczorem przybyły do opuszczonej gajówki w lesie przy miejscowości Rząbiec i zebrały chleb, ziemniaki i inną żywność oraz zarekwirowały bydło bogatego gospodarza. Tam też kwaterowały. Tego samego wieczora do miejscowości nadciągnął oddział NSZ „Żbika”. Nazajutrz podczas postoju dwóch żołnierzy AL z Brygady „Tadka Białego” – Jana Delę ps. „Zbroja” i „Dęba” – wysłano po wodę dla potrzeb kuchni. W drodze powrotnej w pobliżu obozowiska żołnierze ci zostali zaatakowani przez nieznany oddział leśny, składający się z 10 ludzi na furmankach, których pełniący wartę Jan Dela usiłował zatrzymać, lecz na zawołanie „Stój! Hasło?” otrzymał serię kul i został ranny w rękę. Po tym zajściu dowódca oddziału kpt. „Biały” natychmiast wysłał pluton żołnierzy AL. Na dowódcę plutonu wyznaczył por. „Jelenia”, który polecił okrążyć ludzi strzelających do żołnierzy AL i doprowadzić ich do dowództwa oddziału. Po okrążeniu nieznanego oddziału leśnego dowódca zażądał zaprzestania ognia i poddania się. Po kilkuminutowej strzelaninie 10–12-osobowy patrol Brygady Świętokrzyskiej Narodowych Sił Zbrojnych, dowodzony przez ppor. Franciszka Bajcera ps. Sanowski, został pojmany przez oddział Armii Ludowej i partyzantów sowieckich, jednak sam dowódca mimo złożenia broni zdołał zbiec. Oddziałem, który pojmał NSZ-owców, dowodzili kpt. Grochal z ramienia AL i mjr Karawajew z ramienia NKGB. Tadeusz Grochal znany był z pospolitych napadów rabunkowych, grabieży i morderstw. Dopuścił się m.in. morderstwa na działaczu PPR z Częstochowy. Zwalczał także ugrupowania niepodległościowe. Pierwszy raz jego oddział został rozbity 28 października 1943 roku pod Karczowicami przez oddział AK dowodzony przez por. Tadeusza Kozłowskiego „Piotra” za zbrodnie popełnione przeciw miejscowej ludności.
W rozmowie, jaką przeprowadził dowódca oddziału z zatrzymanymi członkami NSZ, uzyskano informację, że w miejscowości Rząbiec stacjonują wszystkie oddziały NSZ Brygady Świętokrzyskiej. W jej skład wchodziły wówczas oddziały „Żbika”, „Lamparta”, „Stepa”, „Jaxy”, „Dymszy”, „Borna” i inne. W Brygadzie przebywał również komendant NSZ gen. Zygmunt Broniewski ps. „Bogucki”. Dla aktywu PPR i dowódców jednostek partyzanckich AL przybycie Brygady Świętokrzyskiej NSZ w rejon środkowej Kielecczyzny oznaczało zwielokrotnienie zagrożenia ze strony okupanta dla ośrodków o dużych wpływach lewicy.
Jeńcy z NSZ byli bici i torturowani, stali nad wykopanymi dla siebie grobami. Jeden z jeńców zdołał zbiec i powiadomić dowództwo Brygady. Jak jednak oświadczyli byli członkowie oddziału AL, przesłuchanie przebiegało normalnie, bez stosowania jakichkolwiek środków represji, natomiast zbiegły żołnierz NSZ przekazał swemu dowódcy nieprawdziwą informację, jakoby aelowcy zamierzali jego kolegów zabić, bo widział w ich dłoniach łopaty saperki. W celu odbicia więźniów pododdziały Brygady Świętokrzyskiej dowodzonej przez pułkownika Antoniego Szackiego uderzyły na kwaterujący w lesie pod Rząbcem oddział Armii Ludowej i grupę radzieckich skoczków spadochronowych. Według niektórych historyków z okresu PRL (Józefa Garasa, Ryszarda Nazarewicza) w bitwie miały wziąć udział oddziały niemieckie. Podczas potyczki nad lasem miał też krążyć niemiecki samolot zwiadowczy, a w kierunku miejsca walki kierować się kolumna samochodów niemieckich. Nazarewicz potwierdził w 2000 doniesienia z okresu PRL. Powołując się na dokumenty pochodzące z archiwów gestapo, ustalił, że w akcji przeciwko komunistom uczestniczyli hitlerowcy, którym NSZ-owcy mieli przekazać kilku schwytanych oficerów radzieckich. Wskazał też na raport Sipo, w którym znalazły się zeznania jeńców schwytanych przez Brygadę Świętokrzyską. Zresztą przed akcją NSZ-owcy działający w tym regionie, gdy zatrzymywali ich Niemcy, wprost powoływali się na to, że współpracują z Sipo w zwalczaniu komunistów i Żydów, więc należy ich puścić wolno. Współpracę tę potwierdził komendant Sipo i SD w Krakowie, Walther Bierkamp.
Zgrupowanie AL kwaterowało w lesie przy gajówce położonej około 2 km od wsi. Pododdziały AL zajęły pozycje na przedpolu zgrupowania i w głębi masywu leśnego. Zmasowany ogień oddziałów eneszetowskich z broni maszynowej i panzerfaustów nastąpił w rejonie leśniczówki, gdzie bronił się 2 pododdział „Postrzelonego”. Uderzenie oddziałów NSZ (202. pułk piechoty Ziemi Sandomierskiej i I. batalion 204. pułku piechoty Ziemi Kieleckiej) liczących około 1200 ludzi nastąpiło jednocześnie. Od północnego zachodu uderzył II. batalion 202. pułku majora Henryka Karpowicza ps. „Rusin”, od południa uderzała kompania z I. batalionu 202. pułku ppor. Henryka Figuro-Podhorskiego ps. „Step”, a od północnego wschodu flankę zabezpieczał II. batalion 204. pułku kapitana Władysława Kołacińskiego ps. „Żbik”. Widząc, co się dzieje, „Tadek Biały” domagał się przerwania ognia. Rozpoczęto krótkie rozmowy. Dowodzący 202 pułkiem Brygady Świętokrzyskiej „Bohun” żądał złożenia broni, krzycząc że Armia Ludowa nie jest oddziałem polskim. Było to żądanie nie do spełnienia, toteż wybuchła walka, która trwała niewiele ponad godzinę. Po półgodzinnej wymianie ognia Brygadzie Świętokrzyskiej udało się przerwać pierścień obrony i wtargnąć do wewnątrz. Sześćdziesięciu czterech żołnierzy radzieckich poddało się natychmiast. W walce zginęło 15 partyzantów z oddziału „Tadka Białego”. Spośród wziętych do niewoli żołnierzy aelowców rozstrzelali Krystynę Pawłowską ps. „Gruba Kryśka”, działaczkę Konspiracyjnej Rady Narodowej z Pińczowa, Mariana Pacieja ps. „Napoleon” z Wolbromia, dowódcę taboru, gwardzistę Orłowskiego, skoczka por. Edwarda z Lubelszczyzny.
Kiedy dowodzący oddziałem AL kapitan Tadeusz Grochal dowiedział się, że Sowieci poddali się, zarządził odwrót i wycofanie się z miejsca walki na odległość 6 kilometrów przez pewien nieobsadzony odcinek pierścienia okrążenia, który rozpoznał por. Stanisław Gębala i z ponad pięćdziesięcioma partyzantami wydostał się z okrążenia – aby do wieczora, przyjmując pozycję obronną, poczekać na dalszy rozwój sytuacji. Druga, większa grupa, którą dowodził por. „Kaleka”, dokonała tego samego. Luka pozwoliła wydostać się osiemnastu aelowcom z szefem sztabu AL Janem Koniecznym ps. „Gorący” na czele, jednak wydostanie się poza pierścień okrążenia zostało okupione dużymi stratami. Odcinek ten miały obsadzić później wojska niemieckie. Nie zdołała wydostać się kompania kapitana Juszczyka i nie wydostali się partyzanci-żołnierze radzieccy.
Brygada zdobyła znaczną ilość broni, m.in. 2 ciężkie karabiny maszynowe, 1 granatnik, 50 pistoletów maszynowych i 120 karabinów.
Jej członkowie spędzili stu pojmanych do wioski, gdzie oddzielili oficerów od żołnierzy i Rosjan od Polaków. Około 30 wyselekcjonowanych Polaków powiązali kablem i wywieźli. Zabrali także 4 osoby ze wsi, które po kilku dniach powróciły. Resztę jeńców w liczbie 63 przed odmarszem rozstrzelali w okolicy wsi.
W oddziale AL i grupie radzieckiej, wg nowszych źródeł, było 34 zabitych i 30 rannych, natomiast w oddziale NSZ był jeden poległy i jeden ranny. Według wcześniejszych źródeł w walce zginęło 55 partyzantów AL i żołnierzy radzieckich lub 20 partyzantów, a 28 odniosło rany (w oddziale AL i grupie radzieckiej miało być 16 zabitych i 20 rannych, natomiast w oddziale NSZ miało być 4 zabitych i 8 rannych). Według Bogdana Hillebrandta, historyka z czasów PRL, do niewoli dostało się 32 alowców i 73 radzieckich skoczków spadochronowych. 5 oficerów radzieckich zostało przekazanych Niemcom, a reszta została rozstrzelana. Według dokumentów NSZ pojmano 40 członków AL i 67 partyzantów radzieckich. Członków AL puszczono wolno, po czym doszło do buntu sowieckich jeńców. W wyniku walki podczas jego tłumienia zginęło 67 Sowietów, a czterech członków NSZ zostało rannych (dwóch z nich zmarło od ran). Na miejscu stacjonowania oddziału komunistycznego znaleziono listy proskrypcyjne miejscowej ludności i polecenia likwidacji członków polskiego podziemia niepodległościowego. Po dokonaniu mordu na jeńcach przez kompanię „Lamparta” z 1 batalionu 202 pułku Brygady Świętokrzyskiej eneszetowcy nie oddalili się z miejsca zbrodni. Wziętych do niewoli żołnierzy AL doprowadzili częściowo do Radkowa. Zabranych jeńców przesłuchiwali i torturowali „Hubert”-„Nałęcz”, „Oleś”, „Gustaw”, „Mieczysław”, „Jurand” i „Wiktor II”. W wyniku tego przesłuchania „Gustaw” zabrał czterech żołnierzy AL w celu przekazania ich gestapo w Jędrzejowie. Według dowódcy Brygady Świętokrzyskiej część jeńców uciekła, a pozostali zostali zabici podczas próby ucieczki – z wyjątkiem kilku Polaków z Armii Ludowej, którzy wstąpili do Brygady Świętokrzyskiej.
Czternaścioro żołnierzy AL z oddziału „Białego” wcielono przymusowo do Brygady. Żołnierzami tymi byli:
1. Stefan Kurczych ps. „Szach”
2. Andrzej Karaś z Łobzowa ps. „Żbik”
3. Leon Góraś ps. „Technik”
4. Stanisław Rozlał ps. „Czarny”
5. Stefan Kulka z Łobzowa
6. Józef Cierpiał ps. „Ziemski”
7. Władysław Machejek ps. „Leśniak”, który przez kilka dni (zanim zdezerterował) był ordynansem ppłk Szackiego[23]
8. Antoni Krawet ps. „Wesoły”
9. Edward Popczyk ps. „Kruk”
10. Edmunt Stanek ps. „Kurek”
11. Władysław (Stanisław?) Bocian ps. „Kucharz”
12. Janina Kowalczyk ps. „Marta”
13. Zygmunt Juszczyk ps. „Żelazny”
14. Barbara Juszczyk ps. „Baśka”, żona Zygmunta

Agitacja NSZ nie przekonała jednak tych żołnierzy do pozostania w Brygadzie – z wyjątkiem, jak się później okazało, Władysława Bociana – bowiem przy pierwszej okazji, jaka się nadarzyła, zbiegli.
W drugim dniu od potyczki do dowódcy oddziału AL wpłynął meldunek, że żołnierze, którzy dostali się w ręce Brygady Świętokrzyskiej, zostali w okrutny sposób zamordowani. Szczególnie znęcano się nad żołnierzami radzieckimi, których porozbierano do koszul i kazano kopać rowy-groby. Członkowie Brygady powiązali im ręce drutem kolczastym, po czym eneszetowcy z oddziału „Stepa” rozstrzelali sześćdziesięciu czterech, a pozostałych czterech oficerów i radiotelegrafistów przekazali gestapo w Jędrzejowie. Pozostałych żołnierzy AL członkowie Brygady poddali śledztwu z użyciem tortur. Łączniczkę, byłą członkinię KPP, ps. „Krycha” i „Gruba Kryśka” zamordowali poprzez postrzał w brzuch i pozostawienie bez pomocy. Torturowali także kpr. Mariana Pacieja ps. „Napoleon”, którego następnie zastrzelili. Na śmierć skazali także skoczka por. „Edwarda” z Lubelszczyzny i gwardzistę „Orłowskiego”. Starając się zmusić do zeznań, bili gwardzistki Barbarę Juszczyk ps. „Baśka” oraz Janinę Kowalczykową ps. „Marta”. Mimo że „Marcie” nie udowodnili, że jest żoną poszukiwanego przez nich Piotra Kowalczyka ps. „Wolny”, ani że jest łączniczką na Zagłębie Dąbrowskie, ją także skazali na śmierć (ostatecznie w wyniku interwencji por. AL „Edwarda”, który wziął całą odpowiedzialność na siebie, wyrok ten został zmieniony).
Po bitwie pod Rząbcem część żołnierzy oddziału im. Bartosza Głowackiego wróciła na tereny okręgu miechowskiego, a druga część pod dowództwem Tadeusza Grochala kontynuowała marsz w lasy kieleckie, gdzie w rejonie Radoszyc połączyła się z siłami AL Ziemi Kieleckiej, które wzięły udział w bitwie pod Gruszką. Następnie oddział walczył w lasach Siekierno-Rataje, aż do operacji przeprawienia przez front pod Chotczą.
W książce pamiątkowej Brygady Świętokrzyskiej NSZ W marszu i w boju (wydanej w Monachium w 1948 roku) poświęcono wiele miejsca akcji pod Rząbcem. Straty wroga zostały tam określone na 16 zabitych, 12 rannych i około 100 wziętych do niewoli. Według Ryszarda Nazarewicza wymordowanie całego oddziału 71 partyzantów radzieckich oraz trzech żołnierzy AL (w tym jednej kobiety) pod Rząbcem 8 września 1944 r. sprawcy uzasadniali w następujący sposób: „... w nocy Moskale już rozbrojeni próbowali buntu i ucieczki rychło w czas. Zapłacili za to drogo. Już Polski nie opuszczą. (...) Więcej kłopotu z jeńcami Polakami”.
Abwehra po bitwie informowała, że wydarzenia spod Rząbca przyczyniły się do tego, że „bandy NSZ nie mogły powiększyć swej bazy” i miały marginalne poparcie w regionie. Sami Niemcy znali dokładny przebieg bitwy. Wyższy Dowódca SS i policji w Generalnym Gubernatorstwie Walther Bierkamp przesłał władzom Rzeszy we wrześniu 1944 r. szczegółowy raport na temat starcia, w którym poinformował, że większość jeńców została zlikwidowana przez NSZ.

## Upamiętnienie
Przebieg bitwy i masakry pod Rząbcem opisał wzięty wówczas do niewoli partyzant AL Władysław Machejek w książce pt. „Z wojny tej, wojny złej”. Wspomniał o wydarzeniu także Władysław Ważniewski w „Walkach partyzanckich nad Nidą” oraz Ryszard Nazarewicz w książce pt. „Armii Ludowej dylematy i dramaty”.

W 1952 r. Zarząd Koła Miejsko-Gminnego ZBoWiD we Włoszczowie postawił pomnik-głaz i umieścił tablicę upamiętniającą poległych jeńców o następującej treści: 

„W tych lasach w dniu 8 IX 1944 roku oddziały Armii Ludowej i partyzantów radzieckich zostały podstępnie napadnięte przez wysługujących się hitlerowskiemu okupantowi zbirów NSZ-kich »Bohuna«. Cześć i sława 74 bohaterom poległym w walce o wyzwolenie narodowe i społeczne Ludu Polskiego. W 10 rocznicę powstania Polskiej Partii Robotniczej”

Poniżej znajdowała się druga tablica:

„Tu polegli w walce ze zbrodniczą brygadą NSZ w dniu 8 IX 1944 r. działacze Polskiej Partii Robotniczej żołnierze Brygady Partyzanckiej AL im. B. Głowackiego dowodzonej przez „Tadka Białego” Tadeusza Grochala.
1. „Arab” Pokwap Franciszek z Wierzchowisk pow. Miechów.
2. „Cietrzew” Madej Ludwik z Sulisławic pow. Miechów
3. „Dąb” Konieczny Tadeusz z Łękowa pow. Olkusz
4. „Gołąb” partyzant z Zagłębia Dąbrowskiego
5. „Gruba Kryśka” - „Krycha” Pawłowska Krystyna z Pińczowskiego
6. „Hiszpan” partyzant z Zawiercia
7. „Jastrząb I” Szymocha Czesław z Kępia pow. Miechów
8. „Kałuża” Kowal Kazimierz z Przysieki pow. Miechów
9. „Kanarek” Szczepanik Stanisław z dziel. „Kula” pow. Miechów
10. „Lech” Pacelski Marian z Poręby Górnej pow. Olkusz
11. „Mazur” Patela Franciszek z Łobzowa pow. Olkusz
12. „Napoleon” Paciej Marian z Wolbromia pow. Olkusz
13. „Strzała” Bugaj Stanisław z Chełma k. Olkusza
14. „Sarna” Worcel Edward z Koryczan
15. „Wanda” Rydel Wanda z Siewierza pow. Zawiercie

Fundator tablicy Zarząd Koła Miejsko Gminnego ZBoWiD we Włoszczowie. Rząbiec 1985"

W piśmie z 6 czerwca 1998 r. do Rady Miasta Włoszczowy cztery lokalne ugrupowania polityczne i kombatanckie – Akcja Wyborcza Solidarność, Ruch Odbudowy Polski, Światowy Związek Żołnierzy Armii Krajowej i Narodowe Siły Zbrojne – zażądały likwidacji pomnika z 1952. W uzasadnieniu napisali oni: Kalumnie zamieszczone na pomniku i powielone w tekście nowej tablicy, są naigrywaniem się z historycznej prawdy. Potyczka stoczona w Rząbcu we wrześniu 1944 roku była skuteczną próbą odbicia 8 żołnierzy NSZ, zatrzymanych przez komunistów, którzy zamierzali zatrzymanych rozstrzelać. Obowiązkiem zatem dowódców NSZ było ratowanie własnych żołnierzy przed bezsensowną śmiercią ze względów ideologicznych. Prowokatorami zajścia byli zatem komuniści, którzy nie uznawali partyzanckich ugrupowań niepodległościowych, traktując je jako wrogów ZSRR. W zakończeniu pisma ostrzegali radnych: od Waszej postawy w głosowaniu nad tą uchwałą, będzie m.in. zależało nasze poparcie dla Was w nadchodzących wyborach samorządowych.
18 czerwca 1998 podczas sesji Rady Miejskiej Włoszczowy prezydent miasta Paweł Ameryk przeforsował uchwałę w tej sprawie, mimo że petycja nie trafiła pod obrady odpowiedniej komisji. W jej wyniku zmieniony został napis na pomniku. W swoim wystąpieniu prezydent usiłował złagodzić okoliczności dokonania zbiorowego mordu na jeńcach, sugerując, że zabici nie byli Polakami, lecz własowcami i Ukraińcami.
W styczniu 2014 pomnik został zdewastowany. Lokalne władze usunęły zniszczenia. W nocy z 11 na 12 września 2016 pomnik zdewastowano po raz kolejny. Tablice na pomniku oblano czarną farbą, wyrwano krzyż i sprofanowano orła białego. Sprawcy narysowali również na pomniku litery NSZ oraz jaszczurkę. Troje sprawców zniszczenia pomnika zostało następnie uniewinnionych przez Sąd Rejonowy we Włoszczowie. W obronie oskarżonych o wandalizm wystąpił m.in. Adam Słomka, oraz Instytut na rzecz Kultury Prawnej Ordo Iuris.
W 2014 roku sekretarz Rady Ochrony Pamięci Walk i Męczeństwa, dr hab. Andrzej Kunert, uznał istnienie pomnika za niedopuszczalne i zakłamujące historię Polski
W marcu 2018 roku dotychczasowe tablice zastąpiono nową inskrypcją, na której widniał napis: „Pamięć nie umiera. Zabiła ich nienawiść. Pamięci 74 partyzantów-jeńców rozstrzelanych 8 września 1944 r. Pokój ich duszy”. W kwietniu 2018 pomnik został zdemontowany przez opiekujące się nim wspólnie z sołectwem Stowarzyszenie Spadkobierców Polskich Kombatantów II Wojny Światowej, a jego elementy poddane przechowaniu.
Wydarzeniu został poświęcony film fabularno-dokumentalny Bitwa pod Rząbcem – historia prawdziwa, zrealizowany przez Fundację Odzyskajmy Naszą Historię. W filmie wypowiadają się świadkowie i weterani Brygady Świętokrzyskiej (kpt. Stanisław Turski), a także historycy i badacze.
Nadleśnictwo Włoszczowa odmówiło zgody na wybudowanie na zarządzanym przez siebie terenie monumentu ku czci Brygady Świętokrzyskiej, jednak decyzję tę zmienił na drodze interwencji minister środowiska Michał Woś. 11 września 2022 w Henrykowie w gminie Małogoszcz w faktycznym miejscu bitwy powstał pomnik zadedykowany żołnierzom NSZ z tej formacji.